# Cecropia strigosa
Cecropia strigosa là loài thực vật có hoa trong họ Tầm ma. Loài này được Trécul mô tả khoa học đầu tiên năm 1847.